# Il segreto del bosco vecchio
Il segreto del bosco vecchio is een Italiaanse dramafilm uit 1993 onder regie van Ermanno Olmi. Het scenario is gebaseerd op de gelijknamige roman uit 1935 van de Italiaanse auteur Dino Buzzati.

## Verhaal
Kolonel Procolo woont in een houten huisje in een bergdorp in de buurt van een bos. Hij is daar namens zijn neef, die de eigenaar is van het gebied. De kolonel is van plan om alle bomen te rooien. Op een nacht ontdekt hij dat het bos wordt bewoond door onzichtbare wezens die voortdurend fluisteren dat ze willen worden vrijgelaten. De kolonel begrijpt aanvankelijk niet wat er aan de hand is, maar na een droom beseft hij dat hij de wezens lang geleden zelf gevangen heeft gezet.

## Rolverdeling
| Acteur               | Personage         |
| -------------------- | ----------------- |
| Paolo Villaggio      | Kolonel Procolo   |
| Giulio Brogi         | Bernardi          |
| Riccardo Zannantonio | Benvenuto Procolo |
| Lino Pais Marden     | Giovanni Aiuti    |
| Antonio Vecelio      | Vettore           |